# Aphrastochthonius palmitensis
Espèce
Aphrastochthonius palmitensis est une espèce de pseudoscorpions de la famille des Chthoniidae.

## Distribution
Cette espèce est endémique du Nuevo León au Mexique. Elle se rencontre à Bustamante dans les Grutas del Palmito.

## Description
Le mâle holotype mesure 1,15 mm.

## Étymologie
Son nom d'espèce, composé de palmit[o] et du suffixe latin -ensis, « qui vit dans, qui habite », lui a été donné en référence au lieu de sa découverte, les Grutas del Palmito.

## Publication originale
- Muchmore, 1986 : Additional pseudoscorpions, mostly from caves, in Mexico and Texas (Arachnida: Pseudoscorpionida). Texas Memorial Museum Speleological Monograph, vol. 1, no 1, p. 17-30 (texte intégral).